# Carga viral

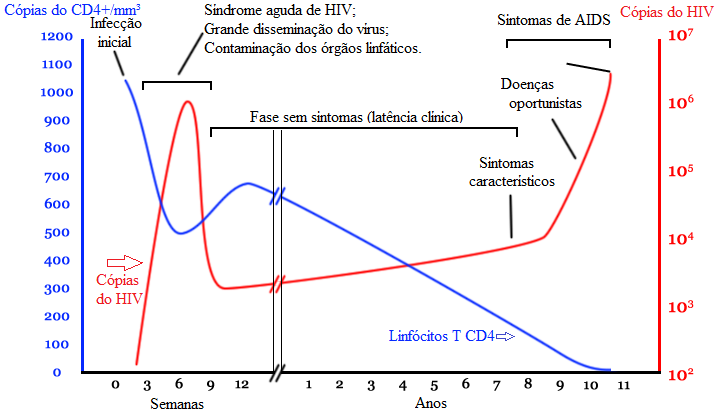
Nas primeiras semanas de infecção por HIV, o vírus pode chegar a 1 milhão de cópias por ml, mas logo reduz para cerca de 1.000/ml e começa a subir mais lentamente. Conforme os anos passam a carga ultrapassa 100.000/ml e os primeiros sintomas podem começar. O risco do organismo depende da taxa de CD4+, que é considerado vulnerável quando está abaixo de 200.

A carga viral é o termo técnico para a concentração de um vírus num paciente infectado.  Ela pode ser medida por exames que contam a quantidade de vírus presente em uma certa quantidade de sangue. Normalmente, a quantidade de cópias de RNA viral presente em uma amostra de plasma sanguíneo é estimada após o teste de PCR quantitativo em tempo real. Testes de carga viral comuns são para o HIV tipo 1, citomegalovírus, vírus da hepatite B e vírus da hepatite C.
A carga viral influencia diretamente o quanto um paciente infectado com o vírus pode contagiar outras pessoas. Quanto maior a carga viral, maior a capacidade de contágio. Além disso, a carga viral está ligada a progressão da doença, com cargas virais mais altas causando doenças mais graves. As medidas sanitárias (como a de distanciamento físico) tomadas na Itália durante a Pandemia de COVID-19 foram sucedidas por uma diminuição na carga viral média dos pacientes. Uma explicação para esse achado é que com menos contato com pessoas infectadas, a quantidade de vírus inicial de cada paciente pode ter sido mais baixa.
Testes de carga viral para o SARS-CoV-2, patógeno da COVID-19, são úteis para acompanhar o progresso da doença. Contudo, é preciso cuidado quando a carga viral é estimada a partir de amostras coletas da boca ou nariz por cotonete, pois essa carga pode oscilar bastante.

## Utilização
A carga viral é aferida por exames quantitativos, sendo mais precisa que exames qualitativos como a PCR (que apenas detecta a presença ou ausência de ácidos nucleicos específicos).
Utilizando exames regulares de carga viral é possível verificar o estágio da doença e a eficiência de um tratamento. Quanto maior a carga viral, mais provável que os sintomas apareçam e causem problemas. Exames regulares permitem verificar se um tratamento está sendo eficaz caso haja uma diminuição significativa da carga viral e manutenção da carga viral próxima a zero nos meses posteriores.
Como lida com grandes números pode ser medida em exponencial ou em logaritmos de 10, assim: 10 = log1 = 10 elevado a 1; 100 = log2 = 10 elevado a 2; 1000 = log3 = 10 elevado a 3... 10.000.000 = log7 = 10 elevado a 7. Dessa forma logaritmo com base 10 mede aproximadamente o "número de zeros" em uma contagem.